# Leopold Kompert

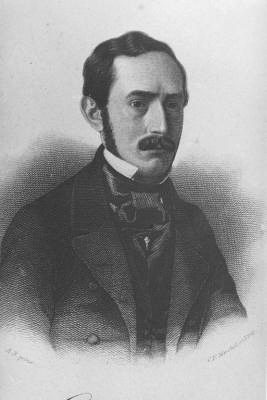
Leopold Kompert

Leopold Kompert (Münchengrätz, 5 of 15 mei 1822 - Wenen, 23 november 1886) was een Duitstalige Boheems-Joodse schrijver, journalist, onderwijzer en politicus. Hij werd vooral bekend vanwege zijn verhalen over het leven in het joodse getto.

## Biografie
Leopold Kompert werd geboren als derde kind van Josef Kompert (? - 1848), wolhandelaar, en Susana Künstler (? - 1847). Hij groeide op in de joodse buurt van Münchengrätz (Mnichovo Hradište). Zijn grootvader van moederszijde, Moises Künstler (1746-1835), was er rabbijn. Vanaf 1832 bezocht Kompert het Piaristengymnasium in Jungbunzlau (Mladá Boleslav) waar hij bevriend raakte met de latere schrijvers Moritz Hartmann (1821 - 1872) en Isidor Heller (1816 - 1879). Vervolgens bezocht Kompert het gymnasium in Praag waar hij eindexamen deed. In Praag studeerde hij een jaar filosofie aan de universiteit. Van 1839 tot 1840 was hij huisonderwijzer in Wenen. Een reis naar Hongarije in 1840/'41 bracht hem in contact met Adolf Neustadt (1812 - 1875), redacteur van Pannonia (de literaire bijlage van de Pressburger Zeitung), die hem aanbeval bij Ludwig August Frankl (1810 - 1894), redacteur van de Sonntagsblätter in Wenen. Hij vestigde zich als journalist in Presburg (Bratislava) en begon bijdragen te leveren aan (voornoemde) literaire tijdschriften. Van 1843 tot 1847 was hij huisonderwijzer van de kinderen van de Hongaarse graaf György Andrássy (1797 - 1872) in Hosszúrét, comitaat Gömör (Krásna Hôrka). Komperts eerste verhaal over het joodse leven, Die Schnorrer. Aus dem böhmisch-jüdischen Leben, werd in 1846 gepubliceerd in de Sonntagsblätter. In 1847 keerde Kompert naar Wenen terug om zich aan de medicijnenstudie te wijden. Door de revolutionaire gebeurtenissen van 1848 lonkte echter weer de journalistiek. Naar aanleiding van de in dat jaar sterk oplaaiende anti-Joodse sentimenten in Europa, schreef hij in het tijdschrift Österreichisches Central-Organ für Glaubensfreiheit, Cultur, Geschichte und Literatur der Juden het artikel Auf! Nach Amerika! ("Op naar Amerika!"), waarin hij Europese Joden opriep naar de Verenigde Staten te emigreren om daar een beter bestaan op te bouwen (zelf emigreerde hij echter niet). Van 1848 tot 1852 was Kompert feuilletonredacteur van de Österreichischen Lloyd. In 1848 verscheen zijn eerste verhalenbundel, Aus dem Ghetto, gevolgd door Böhmische Juden (1851), die hem een brede lezersschare opleverden. Van 1852 tot 1857 was Kompert opnieuw huisonderwijzer, ditmaal van de kinderen van de Pruisische consul Moritz Goldschmidt (1803-1888) in Pest. Vervolgens keerde hij opnieuw in Wenen terug. Dankzij zijn huwelijk in 1857 met de vermogende weduwe Marie Pollak (geboren Löwy) (1821 - 1892) kon hij het zich financieel veroorloven om zich in toenemende mate aan het schrijverschap te wijden. Daarnaast was hij op maatschappelijk en politiek gebied actief. In 1857 kreeg hij voor zijn literaire verdiensten een eredoctoraat van de universiteit van Jena. In 1859 was hij mede-oprichter en vervolgens bestuurslid van de Weense afdeling van de Schillerstichting. Tussen 1861 en 1866 was Kompert co-redacteur - met Josef Wertheimer (1800 - 1887) - van het Jahrbuch für Israeliten en in 1861 richtte hij met Simon Szántó (1819 - 1882) het liberaal-joodse weekblad Die Neuzeit: Wochenschrift für politische, religiöse und Cultur-Interessen op. In 1868 ontving hij de Frans Jozef-orde. Als bestuurslid van de Joodse Gemeente van Wenen zette hij zich in voor onderwijs en in die hoedanigheid zat hij vanaf 1870 in de onderwijsraad van Wenen en van 1876 tot 1884 bovendien in de onderwijsraad voor Neder-Oostenrijk. Tevens was hij van 1873 tot 1881 lid van de Weense gemeenteraad. In april 1884 werd hij getroffen door een beroerte waarvan hij niet meer volledig herstelde. Op 23 november 1886 stierf hij op 64-jarige leeftijd in zijn huis aan de Franziskanerplatz te Wenen.

## Werk
Komperts literaire werk laat zich grofweg in drie fasen indelen: zijn vroege verhalen, nog in de traditie van Heinrich Heine (1797-1856), Moritz Gottlieb Saphir (1795-1858) en Nikolaus Lenau (1802-1850), en zijn eerste boek Aus dem Ghetto (1848); een tweede fase, waarin hij doorbrak in de Oostenrijkse literaire wereld met de verhalenbundel Böhmische Juden (1851) en de novelle Am Pflug (1855); gevolgd door een derde fase van consolidatie in het Duitstalige cultuurgebied met Neue Geschichten aus dem Ghetto (1860), Geschichten einer Gasse (1865) en Zwischen Ruinen (1875).
Kompert geldt als de belangrijkste vertolker van de 19e-eeuwse Duitstalige gettoliteratuur, met in zijn voetspoor schrijvers als Aaron Bernstein (1812-1884), Karl Emil Franzos (1848-1904) en Leopold Sacher-Masoch (1836-1895).

## Nederlandse vertalingen
- Uit het Ghetto. Joodsche volksvertellingen uit Boheme, van Leopold Kompert. Vertaald door J. Oudijk van Putten. K. Führi ('s Gravenhage), 1853. (Hoofdstukken: De tweede Judith; Oud Babele; Schlemiel; De kinderen van den Randar; Zonder toestemming).
- Boheemsche Joden. Verhalen door Leopold Kompert. Vertaald door James Henri Louis van Oven. J.M.E. Meijer (Amsterdam), 1854. (Hoofdstukken: De paklooper; De verlorene; Trenderl).
- Nieuwe verhalen uit het Ghetto. Vertaald door Seligman Susan. Twee delen. J. de Lange (Deventer), 1865. (Hoofdstukken deel 1: De bril van Eisik; Paardenhaar; Tot zwijgen veroordeeld; De Mien; Franzefuss. Hoofdstukken deel 2: 't Prinsesje; Julius Arnsteiner's "Beschau").
- Joodsche liefde. Vertaald door Nathan Salomon Calisch. G.L. Funke (Amsterdam), 1867.
- Uit het leven der Duitsche Joden. Novellen. Vertaald door George Theodorus Bruyn. G.L. Funke (Amsterdam), 1873. (Hoofdstukken: Bloemen voor de loofhut; De poorten der toekomst; Wat de bas onder kunst verstaat; Donkere oogenblikken; In den vreemde; Een vlugge vogel; Wat de tijd aanbrengt; De verloopen student; Ziet gij de torens reeds; In den schouwburg; Valentine; Op weg naar huis; De min; Het kadischgebed)
- De karbonkel. Novelle. Vertaald door George Theodorus Bruyn. G.L. Funke (Amsterdam), 1875.
- Novellen uit de jodenwereld. Vertaald door George Theodorus Bruyn. G.L. Funke (Amsterdam), 1875.
- Uit het ghetto. Vertaler niet vermeld. Twee delen. Hendrik Altmann (Rotterdam), 1877. (Hoofdstukken deel 1: De bril van Eisik; Paardenhaar; Tot zwijgen veroordeeld; De Mien; Franzefuss. Hoofdstukken deel 2: 't Prinsesje; Julius Arnsteiner's "Beschau").

## Varia
- Komperts (ere)graf bevindt zich op de Weense Algemene Begraafplaats (Wiener Zentralfriedhof).
- De tegenwoordige Stauraczgasse in het vijfde district (Margareten) van Wenen, heette vanaf 1888 Kompertgasse totdat deze in 1938 omgedoopt werd tot Hölderlingasse en in 1949 tot Stauraczgasse. In Essling, een wijk in het 22e district (Donaustadt) van Wenen, bevindt zich sinds 1955 een Kompertgasse (voorheen Lenaugasse).